# Sako Margasari
Sako Margasari is een bestuurslaag in het regentschap Kuantan Singingi van de provincie Riau, Indonesië. Sako Margasari telt 1278 inwoners (volkstelling 2010).